# L'Afrique (Delaplanche)
Pour les articles homonymes, voir Afrique et Afrique (homonymie).
L'Afrique est une sculpture en fonte sur socle couvert réalisée en 1878 par le sculpteur français Eugène Delaplanche, fondue par Antoine Durenne. La statue représente le continent africain de manière allégorique. Elle est actuellement exposée aux côtés de cinq autres statues en fonte de taille similaire representant chacune un des cinq autres continents sur le parvis du musée d'Orsay à Paris.

## Histoire
La statue est commandée par l'État français à Delaplanche en 1878 dans le but de décorer la terrasse du palais du Trocadéro en vue de l'exposition universelle se déroulant à Paris cette année là. Elle y restera jusqu'en 1935 (quand le palais est reconstruit pour laisser place au palais de Chaillot), date à laquelle elle est envoyée à Nantes. En 1985, elle est attribuée par le Louvre au musée d'Orsay, qui chargera la fonderie de Coubertin de la restaurer. L'Afrique est à relier à cinq autres statues des autres continents qui étaient toutes disposées au palais du Trocadéro pour l'exposition universelle de 1878,.

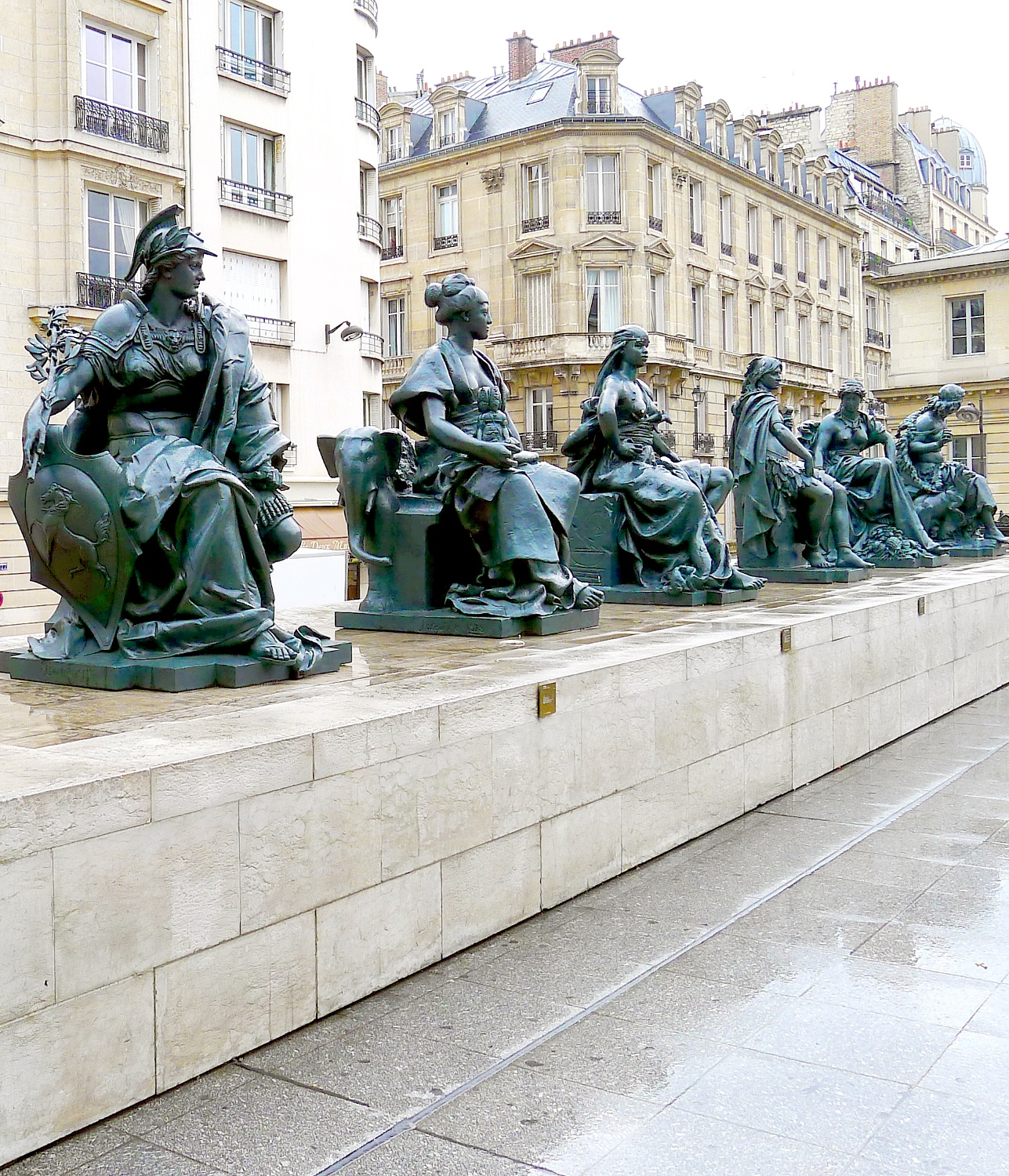
Statue des six continents, esplanade du musée d'Orsay
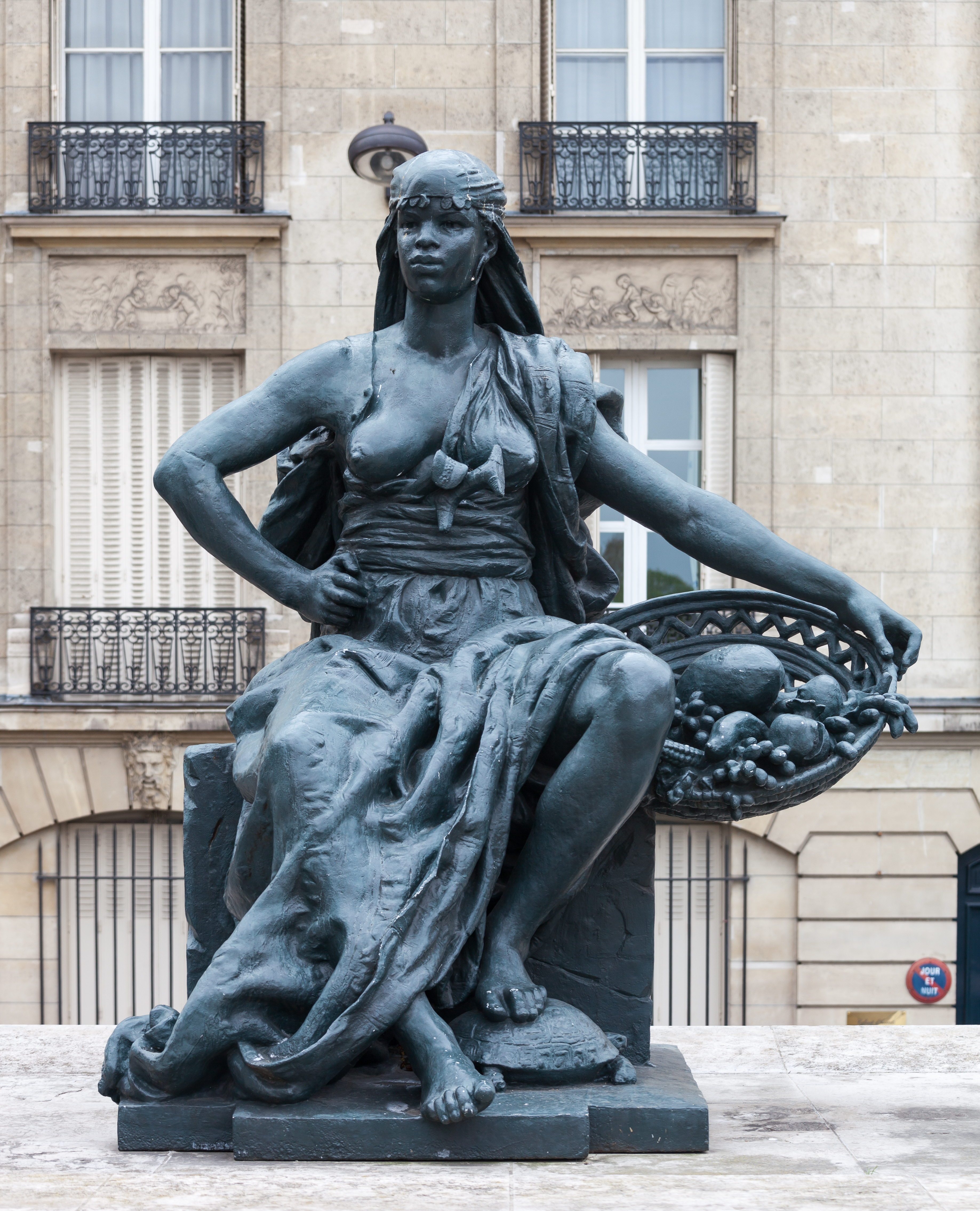
Statue sur l'esplanade du musée d'orsay avec façade d'immeuble en fond.

## Description
L'œuvre est une allégorie de l'Afrique incarnée par une femme assise, les seins nus, vêtue d'une robe et coiffée d'un voile. Elle porte des bijoux, une ceinture ; elle tient dans la main gauche un panier contenant des fruits et des légumes. Son pied gauche repose sur une tortue, animal qui aurait pu suggérer à l'époque la fécondité du continent, mais aussi son éveil plus lent. Sur un de ses côtés figurent des imitations de hiéroglyphes fantaisistes. Ces pseudo-hiéroglyphes rappellent l'Égypte antique ; pour le conservateur Jean-Marcel Humbert il est : « intéressant de noter que la prééminence pour le continent africain est habituellement donné à l'Égypte, beaucoup plus rarement comme ici à l'Afrique elle-même ».